# فرانك فرنانديز (لاعب كرة قاعدة)
فرانك فرنانديز (بالإنجليزية: Frank Fernández)‏ هو لاعب كرة قاعدة أمريكي، ولد في 16 أبريل 1943 في جزيرة ستاتن في الولايات المتحدة.

## وصلات خارجية
- فرانك فرنانديز على موقع دوري كرة القاعدة الرئيسي (الإنجليزية)
- فرانك فرنانديز على موقعبيزبول رفرنس.كوم (الدوري الرئيسي) (الإنجليزية)
- فرانك فرنانديز على موقعبيزبول رفرنس.كوم (الدوري الثانوي) (الإنجليزية)
- فرانك فرنانديز على موقع إي إس بي إن.كوم (أم.أل.بي) (الإنجليزية)
- فرانك فرنانديز على موقع مشجعي الرسوم البيانية (الإنجليزية)